# Shari Hamrick
Shari Hamrick est une productrice et réalisatrice américaine née le 27 août 1963 à Dallas, Texas (États-Unis).

## Filmographie

### comme productrice
- 1990 : A Killing in a Small Town (TV)
- 1993 : Flesh and Bone
- 1996 : Koreagate (série TV)
- 1997 : Ennemis rapprochés (The Devil's Own)
- 1999 : War of China's Fate (TV)
- 2000 : The Two Henrys
- 2001 : Secret Tunnel Hidden Treasure (TV)
- 2001 : Operation Sethos: High Tech in the Tomb of the Pharoah (feuilleton TV)
- 2002 : Don't Explain
- 2003 : Average Joe (série TV)
- 2005 : Firedog

### comme réalisatrice
- 2001 : Operation Sethos: High Tech in the Tomb of the Pharoah (feuilleton TV)